# Vincly
Vincly is een gemeente in het Franse departement Pas-de-Calais (regio Hauts-de-France) en telt 121 inwoners (1999). De plaats maakt deel uit van het arrondissement Montreuil.

## Naam
De oudste vermelding van de plaatsnaam is uit de periode 1192-1207 als Wencli en is afgeleid van de Frankische mannelijke voornaam Winigelt of Winigidlis.
 
De huidige naam is daarvan een Franstalige fonetische nabootsing. De spelling van de naam van het dorp heeft door de eeuwen heen gevarieerd. Chronologisch heette het achtereenvolgens: Wencli (1192-1207), Wenclii (1420), Wincly (1429), Vencly (1528), Wencly (1706), Winchy (1720).  Hierna kreeg en behield het zijn huidige naam en spellingswijze.

## Geografie
De oppervlakte van Vincly bedraagt 4,5 km², de bevolkingsdichtheid is 26,9 inwoners per km².
De onderstaande kaart toont de ligging van Vincly met de belangrijkste infrastructuur en aangrenzende gemeenten.

## Demografie
Onderstaande figuur toont het verloop van het inwonertal (bron: INSEE-tellingen).